# Ottakring

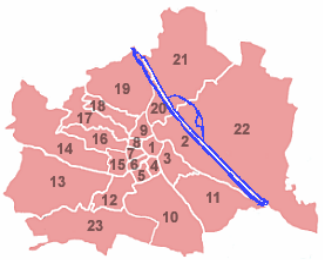
Wiens distrikt. Ottakring är nummer 16.

Ottakring är ett distrikt (tyska: Gemeindebezirk) i Österrikes huvudstad Wien. Wien är indelat i 23 distrikt och Ottakring har distriktsnummer 16. Genom distriktet går Ottakringer Strasse, som är dess huvudgata.
Antalet invånare är 101 600. Arean är 8,7 kvadratkilometer. Ottakring gränsar till distrikten Hernals, Josefstadt, Neubau, Rudolfsheim-Fünfhaus och Penzing. 